# Quella villa accanto al cimitero
Quella villa accanto al cimitero, en anglès The House by the Cemetery, en castellà La casa cercana al cementerio o Aquella casa al lado del cementerio, és una pel·lícula de 1981 dirigida per Lucio Fulci. És una de les últimes pel·lícules de Lucio Fulci amb el seu equip habitual de col·laboradors (Dardano Sachetti com a guionista, Gianetto de Rossi en maquillatges i Catriona McColl com a protagonista). Fou nominada al Fantasporto (International Fantasy Film Award) en 1983 al premi a la millor pel·lícula.

## Trama
La pel·lícula tracta sobre una família que viurà a una tranquil·la casa on es va cometre un assassinat i el cap de la família tracta d'esbrinar la causa de la mort mentre el seu fill veu a una nena que li diu que s'escapi del lloc, ja que es troba un perill ocult al soterrani.

## Repartiment
- Catriona MacColl - Lucy Boyle
- Paolo Malco - Dr. Norman Boyle
- Ania Pieroni - Ann (mainadera)
- Giovanni Frezza - Bob Boyle
- Silvia Collatina - Mae Freudstein
- Dagmar Lassander - Laura Gittleson
- Giovanni De Nava - Dr. Freudstein
- Daniela Doria – primera dona víctima
- Gianpaolo Saccarola - Daniel Douglas
- Carlo De Mejo - Mr. Wheatley
- Kenneth A. Olsen – Harold
- Elmer Johnsson – el curador del cementiri
- Ranieri Ferrara – una víctima
- Teresa Rossi Passante - Mary Freudstein
- Lucio Fulci - Professor Mueller (sense acreditar)

## Producció
Fulci va afirmar més tard que després de fer Black Cat (Gatto nero) i ...E tu vivrai nel terrore! L'aldilà volia fer una pel·lícula en homenatge a HP Lovecraft sense que la pel·lícula es basés en una de les seves històries. El guionista Dardano Sacchetti es va inspirar en l'obra de Henry James Un altre pas de rosca. Sacchetti també va afirmar que la pel·lícula es basava en les seves pròpies experiències personals de nen, ja que va néixer en una gran casa de camp amb un gran soterrani fosc i que als 9 anys va haver de creuar un cementiri de nit. En la seva biografia, Fulci va parlar negativament sobre les contribucions de Sacchetti com a guionista dient que Quella villa accanto al cimitero derivava d'escenes de La residencia. La pel·lícula va passar per diversos canvis de la història original d'Elisa Briganti i el guió de Sacchetti. El guió va ser titulat originalment La notte dell'inferno després La casa di Freudstein i finalment Quella casa accanto al cimitero. El guió de Sacchetti fou revisat per Fulci i Giorgio Mariuzzo, Mariuzzo va reclamar el seu treball com a script doctor canviant lleugerament el treball afirmant que els guions de Sacchetti sovint eren massa curts. Sacchetti va comentar això afirmant que "Mariuzzo sempre va intervenir després, ja sigui perquè vaig haver de marxar per treballar en una altra pel·lícula o es va negar a fer els canvis que Lucio exigia. Aquesta va ser la raó dels nostres arguments."
Quella villa accanto al cimitero fou rodada a exteriors de Nova York, Boston, i Concord (Massachusetts). La pel·lícula també va ser rodada als estudis De Paolis In.Co.R. a Roma. El rodatge de la pel·lícula va durar vuit setmanes entre el 16 de març i el maig de 1981. La pel·lícula es va fer amb un pressupost d'aproximadament 600 milions de lires italianes. Malgrat que els crèdits estableixen que els efectes especials foren realitzats per Giannetto di Rossi i Maurizio Trani, només Trani va treballar a la pel·lícula.

## Estrena
La junta de qualificacions italiana va demanar un breu tall de sis segons on el personatge de Dagmar Lassander, Laura Gittleson, és assassinada. La pel·lícula fou estrenada a Torí el 14 d'agost de 1981 i va ser distribuïda per Medusa Distribuzione. La pel·lícula va recaptar un total de 1.407.981.297 lires italianes, convertint-se en la pel·lícula de terror amb més èxit financer de Fulci dels anys vuitanta. Abans de l'estrena al cinema a França, es va presentar al Festival International du film fantastique et de science-fiction de París amb la primera pel·lícula de Fulci Black Cat (Gatto nero). Fou estrenada a França el 24 de març de 1982.
La pel·lícula va ser estrenada al Regne Unit el 15 d'octubre de 1982, on fou distribuïda per Eagle Films. La pel·lícula es va aprovar amb retallades del BBFC que van comportar escenes retallades en els assassinats d'Anna i Laura, que van donar a la pel·lícula una durada de 84 minuts i 49 segons. Aquesta versió de la pel·lícula va ser llançada en vídeo casolà al Regne Unit i més tard es va col·locar en la llista de vídeo nasties després de la Video Recordings Act 1984. Va ser rellançada en vídeo casolà el 1988 amb quatre minuts i onze segons del tall de la pel·lícula. La pel·lícula va ser novament reeditada el 2001 amb només 33 segons tallats i, de nou, el 2009 sense talls.
Va ser reeditada per Blue Underground en Blu-ray i DVD el 25 d'octubre de 2011 amb una nova transferència de 2K.

## Recepció crítica
Des de ressenyes contemporànies, Julian Petley (Monthly Film Bulletin) va comentar que la pel·lícula tenia un "tema Frankenstein", però que "la pel·lícula afegeix poc a la llegenda ben treballada" i que "això importaria menys si la pel·lícula fos més rica visualment, però la major part és relativament sòbria i restringida, almenys pels estàndards de Fulci" Petley continuava que "la pel·lícula té els seus moments sens dubte; la fugida de Bob del celler; els residus humans del laboratori de Freudstein; un atac d'un rat penat particularment ferotge i tenaç; l'aparició climàtica de l'horriblement mutat Fruedstein". Giovanna Grassi de Corriere della Sera la va descartar com un "The Shining italià" i va concloure que era "una condensació d'artimanyes, llocs comuns i convencions d'horror mal repetides." Aldo Vigano de La Stampa va comentar sobre l'ús de nens a la pel·lícula, afirmant que "veure nens que participen en una història de terror tan horripilant i opressiva potser causarà desconcert i molèsties, més que no pas llàstima en molts espectadors." A França, Philippe Ross de La Revue du cinéma va proclamar que Fulci havia de mostrar-nos "una altra cosa que aquestes infinites escenes de carnisseria que esdevenen cada vegada més doloroses i soporíferes". Christophe Gans va comentar la pel·lícula a L'Ecran fantastique establint que "tret de dos o tres detalls de benvinguda […] el suspense "per riure", tan apreciat pels cineastes estatunidencs, aquí es torna especialment tediós". Gans va elogiar les imatges visuals de les pel·lícules, assenyalant la "fotografia malenconiosa i hivernal" mentre conclou que el "repertori de trucs de la pel·lícula repetits o manllevats d'Argento, el nostre més gran lament és l'absència de bogeria en l'explicació del monstre, que crida enmig del brogit d'un suspens estirat."
Des de revisions retrospectives, l'agregador de crítiques de pel·lícules Rotten Tomatoes va informar d'una qualificació d'aprovació del 38%, basada en 8 revisions, amb una mitjana ponderada de 4.7/10. Time Out va denominar la pel·lícula "un nyap d'una incoherència gairebé impressionant". Allmovie va elogiar la pel·lícula, complimentant la seva atmosfera.